# NXT: New Year’s Evil (2024)
NXT: New Year’s Evil (2024) – czwarty coroczny specjalny odcinek cotygodniowego programu NXT o wrestlingu w chronologii cyklu NXT: New Year’s Evil wyprodukowany przez federację WWE dla zawodników z brandu NXT i ogólnie piąta gala New Year’s Evil. Odbyła się 2 stycznia 2024 w WWE Performance Center w Orlando w stanie Floryda. Emisja była przeprowadzana na żywo za pośrednictwem USA Network. Gala była częścią tygodniowego programu WWE obejmującego programy o tematyce noworocznej zwane New Year’s Knockout Week.
Na gali odbyło się sześć walk. W walce wieczoru, Trick Williams pokonał Graysona Wallera ze SmackDown zachowując zdobytą walkę o NXT Championship z Iron Survivor Challenge’u; pierwotnie Williams miał zmierzyć się z Ilją Dragunovem o NXT Championship, ale z powodu kontuzji Dragunov nie mógł wziąć udziału w walce. W innej ważnej walce, która była pierwszą walką w karcie, Lyra Valkyria pokonała Blair Davenport broniąc NXT Women’s Championship.

## Produkcja

### Tło
New Year’s Evil to specjalny program telewizyjny o wrestlingu, obecnie produkowany przez WWE, organizowany w okolicach Nowego Roku. Pierwotnie został wyemitowany jako specjalny odcinek programu Monday Nitro World Championship Wrestling (WCW) 27 grudnia 1999; WWE przejęło WCW w 2001 roku. Po 21 latach od tej gali WCW, WWE wznowiło New Year’s Evil dla swojego rozwojowego brandu NXT jako specjalny odcinek NXT 6 stycznia 2021 roku i od tego czasu odbywa się co roku na początku stycznia. Podczas NXT Deadline 9 grudnia 2023 roku ogłoszono, że czwarta edycja NXT: New Year’s Evil odbędzie się 2 stycznia 2024 roku w WWE Performance Center w Orlando w stanie Floryda i będzie transmitowana na żywo za pośrednictwem USA Network. Program odbył się w ramach tygodniowych programów WWE o tematyce noworocznej, zwane New Year’s Knockout Week, które obejmowały Raw: Day 1 i SmackDown: New Year’s Revolution.

### Rywalizacje
NXT: New Year’s Evil oferowało walki profesjonalnego wrestlingu z udziałem wrestlerów należących do brandu NXT. Wyreżyserowane rywalizacje (storyline’y) były kreowane podczas cotygodniowych gal NXT. Wrestlerzy są przedstawieni jako heele (negatywni, źli zawodnicy i najczęściej wrogowie publiki) i face’owie (pozytywni, dobrzy i najczęściej ulubieńcy publiki), którzy rywalizują pomiędzy sobą w seriach walk mających budować napięcie. Kulminacją rywalizacji jest walka wrestlerska lub ich seria.

#### Pojedynek o NXT Women’s Championship oraz o NXT Championship
Na NXT Deadline, Blair Davenport wygrała żeński Iron Survivor Challenge i zdobyła walkę o NXT Women’s Championship przeciwko Lyrze Valkyrii, podczas gdy Trick Williams wygrał męski Iron Survivor Challenge i zdobył walkę o NXT Championship przeciwko Ilji Dragunovowi. Obydwie walki o tytuł zaplanowano na New Year’s Evil.

#### Turniej NXT Men’s Breakout
Turniej NXT Men’s Breakout Tournament to turniej, w którym bierze udział ośmiu wrestlerów płci męskiej z brandu NXT. Turniej rozpoczął się 12 grudnia na odcinku NXT. Zwycięzca zdobywa kontrakt i może w dowolnym momencie wykorzystać go na walkę o NXT Championship lub NXT North American Championship. Finał turnieju zaplanowano na New Year’s Evil.

#### Tiffany Stratton vs. Fallon Henley
Tiffany Stratton i Fallon Henley kłócą się od października. Ich feud osiągnął punkt kulminacyjny 19 grudnia na odcinku NXT, gdzie Stratton rzuciła na Henley śmieci i wyzwała ją na pojedynek na New Year’s Evil, na co Henley się zgodziła. Jeśli Stratton wygra, Henley będzie musiała na jeden dzień zostać jej służącą. Jeśli Henley wygra, Stratton będzie musiała przez jeden dzień popracować na ranczu Henley.

#### Arianna Grace vs. Roxanne Perez
19 grudnia na odcinku NXT, Arianna Grace naśmiewała się z Roxanne Perez, która przegrała swoją walkę na NXT Deadline, po czym została uderzona przez Perez. W następnym tygodniu, Grace rozmawiała z Avą i poradziła jej, aby zmusiła Perez do wzięcia udziału w zajęciach z radzenia sobie ze złością. Następnie Ava poinformowała Grace, że walka pomiędzy nią a Perez odbędzie się podczas New Year’s Evil, co później ogłoszono oficjalnie.

#### Dragon Lee, Joaquin Wilde i Cruz Del Toro vs. No Quarter Catch Crew
19 grudnia na odcinku NXT, Dragon Lee ze SmackDown pokonał Joe Coffeya i Charliego Dempseya w Triple threat matchu, aby zachować mistrzostwo Ameryki Północnej NXT. Po walce Lee został zaatakowany przez Dempseya i jego kolegów ze stajni No Quarter Catch Crew, Drew Gulaka, Damona Kempa i Mylesa Borne’a. Latino World Order (Joaquin Wilde i Cruz Del Toro) przybyli, by uratować Lee. W następnym tygodniu, No Quarter Catch Crew wyzwali Lee, Wilde’a i Del Toro na Six-man tag team match na New Year’s Evil, który został zaakceptowany i został uznany za oficjalny.

## Wyniki walk
| Nr                                 | Wyniki | Stypulacje | Czas  |
| ---------------------------------- | --- | --- | ----- |
| 1                                  | Lyra Valkyria (c) pokonała Blair Davenport poprzez pinfall                                                                                              | Singles match o NXT Women’s Championship | 8:26  |
| 2                                  | Latino World Order (Joaquin Wilde, Cruz Del Toro i Carlito) pokonali No Quarter Catch Crew (Drew Gulaka, Mylesa Borne’a i Damona Kempa) poprzez pinfall | Six-man tag team match | 8:35  |
| 3                                  | Arianna Grace pokonała Roxanne Perez poprzez decyzję sędziego                                                                                           | Singles match | 5:09  |
| 4                                  | Fallon Henley pokonała Tiffany Stratton poprzez pinfall                                                                                                 | Singles match Jeśli Henley wygra, Stratton będzie musiała przez jeden dzień popracować na ranczu Henley. Jeśli Stratton wygra, Henley będzie musiała na jeden dzień zostać jej służącą. | 9:04  |
| 5                                  | Oba Femi pokonał Rileya Osborne poprzez pinfall | Finał turnieju NXT Men’s Breakout | 9:55  |
| 6                                  | Trick Williams pokonał Graysona Wallera | Singles match Walka Williamsa o NXT Championship z Iron Survivor Challenge’u była na szali.                                                                                             | 13:06 |
| (c) – mistrz/mistrzyni przed walką | | |       |

Uwagi
1. ↑  Dragon Lee ze SmackDown miał pierwotnie współpracować z Wildem i Del Toro, jednak z powodu problemów z podróżą nie mógł wziąć udziału w walce.
2. ↑  Pierwotnie Williams miał zmierzyć się z Ilją Dragunovem o NXT Championship, ale z powodu kontuzji Dragunov nie mógł wziąć udziału w walce i zamiast tego zaplanowano walkę pomiędzy Wallerem i Williamsem.

### Turniej NXT Men’s Breakout
|  | Pierwsza runda NXT 12-19 grudnia 2023 | Pierwsza runda NXT 12-19 grudnia 2023 | Pierwsza runda NXT 12-19 grudnia 2023 |                |               | Półfinały NXT 26 grudnia 2023 | Półfinały NXT 26 grudnia 2023 | Półfinały NXT 26 grudnia 2023 |  |  | Finał New Year’s Evil 2 stycznia 2024 | Finał New Year’s Evil 2 stycznia 2024 | Finał New Year’s Evil 2 stycznia 2024 |  |
|  |                                       |                                       |                                       |                |               |                               |                               |                               |  |  |                                       |                                       |                                       |  |
|  | Riley Osborne                         | Riley Osborne                         | Pin                                   |                |               |                               |                               |                               |  |  |                                       |                                       |                                       |  |
|  | Riley Osborne                         | Riley Osborne                         | Pin                                   |                |               |                               |                               |                               |  |  |                                       |                                       |                                       |  |
|  | Keanu Carver                          | Keanu Carver                          | 3:28                                  |                |               |                               |                               |                               |  |  |                                       |                                       |                                       |  |
|  | Keanu Carver                          | Keanu Carver                          | 3:28                                  |                | Riley Osborne | Riley Osborne                 | Pin                           |                               |  |  |                                       |                                       |                                       |  |
|  |                                       |                                       |                                       |                | Riley Osborne | Riley Osborne                 | Pin                           |                               |  |  |                                       |                                       |                                       |  |
|  |                                       |                                       | Lexis King                            | Lexis King     | 3:43          |                               |                               |                               |  |  |                                       |                                       |                                       |  |
|  | Lexis King †                          | Lexis King †                          | Lexis King                            | Lexis King     | 3:43          | Pin                           |                               |                               |  |  |                                       |                                       |                                       |  |
|  | Lexis King †                          | Lexis King †                          |                                       |                |               |                               |                               |                               |  |  |                                       |                                       |                                       |  |
|  | Dion Lennox                           | Dion Lennox                           | 2:59                                  |                |               |                               |                               |                               |  |  |                                       |                                       |                                       |  |
|  | Dion Lennox                           | Dion Lennox                           | 2:59                                  |                | Riley Osborne | Riley Osborne                 | 9:55                          |                               |  |  |                                       |                                       |                                       |  |
|  |                                       |                                       |                                       |                |               |                               |                               |                               |  |  |                                       |                                       |                                       |  |
|  |                                       |                                       | Oba Femi                              | Oba Femi       | Pin           |                               |                               |                               |  |  |                                       |                                       |                                       |  |
|  | Oba Femi                              | Oba Femi                              | Oba Femi                              | Oba Femi       | Pin           | Pin                           |                               |                               |  |  |                                       |                                       |                                       |  |
|  | Oba Femi                              | Oba Femi                              |                                       |                |               |                               |                               |                               |  |  |                                       |                                       |                                       |  |
|  | Myles Borne                           | Myles Borne                           | 3:35                                  |                |               |                               |                               |                               |  |  |                                       |                                       |                                       |  |
|  | Myles Borne                           | Myles Borne                           | 3:35                                  |                | Oba Femi      | Oba Femi                      | Pin                           |                               |  |  |                                       |                                       |                                       |  |
|  |                                       |                                       |                                       |                | Oba Femi      | Oba Femi                      | Pin                           |                               |  |  |                                       |                                       |                                       |  |
|  |                                       |                                       | Tavion Heights                        | Tavion Heights | 4:10          |                               |                               |                               |  |  |                                       |                                       |                                       |  |
|  | Tavion Heights                        | Tavion Heights                        | Tavion Heights                        | Tavion Heights | 4:10          | Pin                           |                               |                               |  |  |                                       |                                       |                                       |  |
|  | Tavion Heights                        | Tavion Heights                        |                                       |                |               |                               |                               |                               |  |  |                                       |                                       |                                       |  |
|  | Luca Crusifino                        | Luca Crusifino                        | 3:25                                  |                |               |                               |                               |                               |  |  |                                       |                                       |                                       |  |

† King zastąpił Treya Bearhilla po tym, jak zaatakował Bearhilla krzesłem.